# 김민우 (컬링 선수)
김민우(1996년 1월 10일~)는 대한민국의 컬링 선수이다. 서울시청 소속으로 활동하고 있다.